# Crespinet
Crespinet (okzitanisch gleichlautend) ist eine französische Gemeinde mit 181 Einwohnern (Stand: 1. Januar 2022) im Département Tarn in der Region Okzitanien (vor 2016: Midi-Pyrénées). Crespinet gehört zum Arrondissement Albi und zum Kanton Carmaux-1 Le Ségala. 

## Geographie
Crespinet liegt etwa zwölf Kilometer ostnordöstlich von Albi. Der Tarn begrenzt die Gemeinde im Süden. Umgeben wird Crespinet von den Nachbargemeinden Andouque im Norden, Sérénac im Osten, Bellegarde-Marsal im Süden  sowie Saint-Grégoire im Westen.

## Bevölkerungsentwicklung
| 1962                       | 1968 | 1975 | 1982 | 1990 | 1999 | 2006 | 2013 |
| -------------------------- | ---- | ---- | ---- | ---- | ---- | ---- | ---- |
| 149                        | 132  | 137  | 118  | 188  | 175  | 147  | 171  |
| Quellen: Cassini und INSEE |      |      |      |      |      |      |      |

## Sehenswürdigkeiten
- romanische Kirche Sainte-Cécile
- Schloss La Gautherie aus dem 16. Jahrhundert

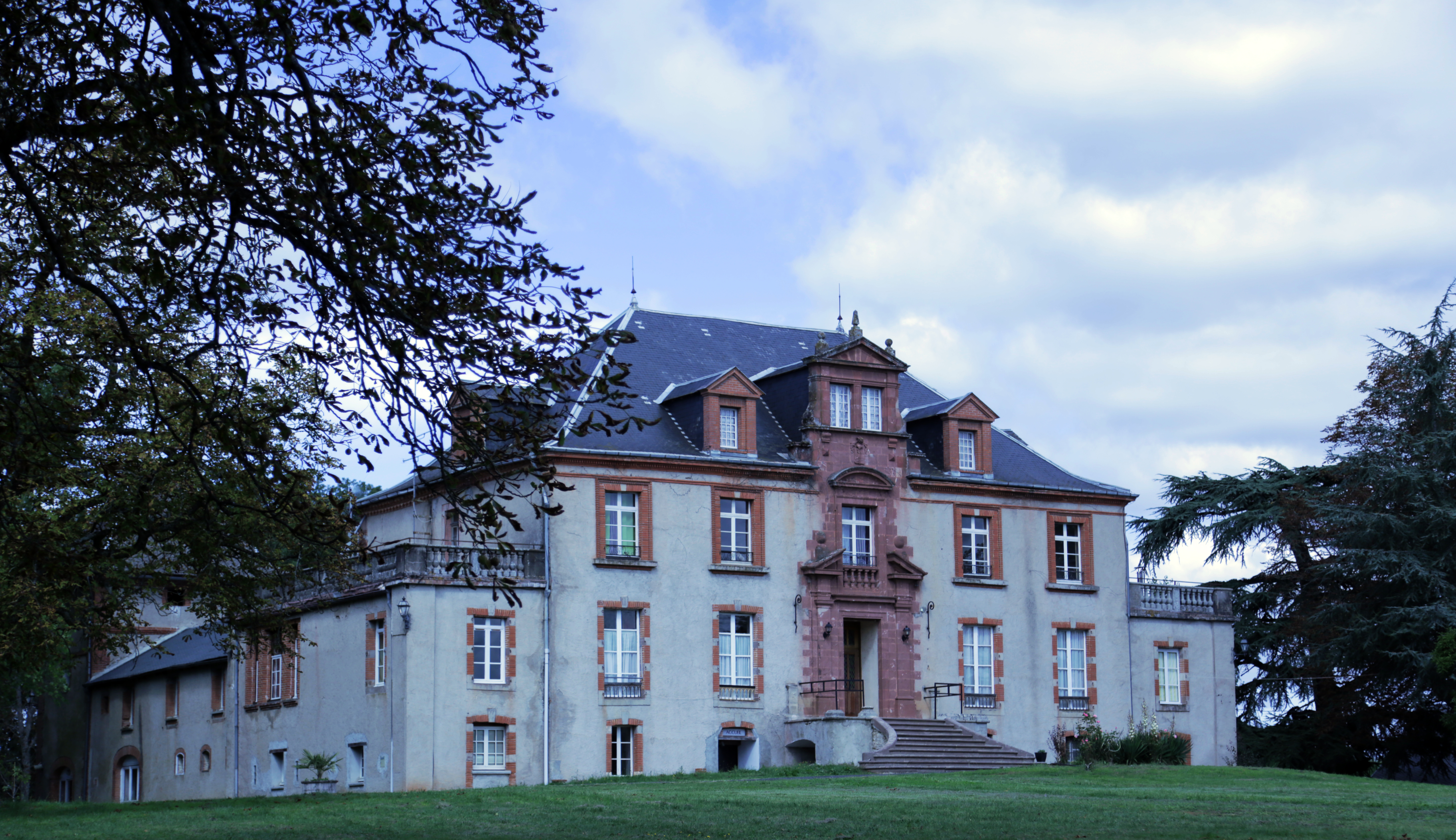
Schloss La Gautherie

- Wehrhaus von Les Farguettes